# Jane Ciabattari
Jane Ciabattari (geboren als Jane Dotson in Emporia (Kansas)) ist eine US-amerikanische Literaturkritikerin. 

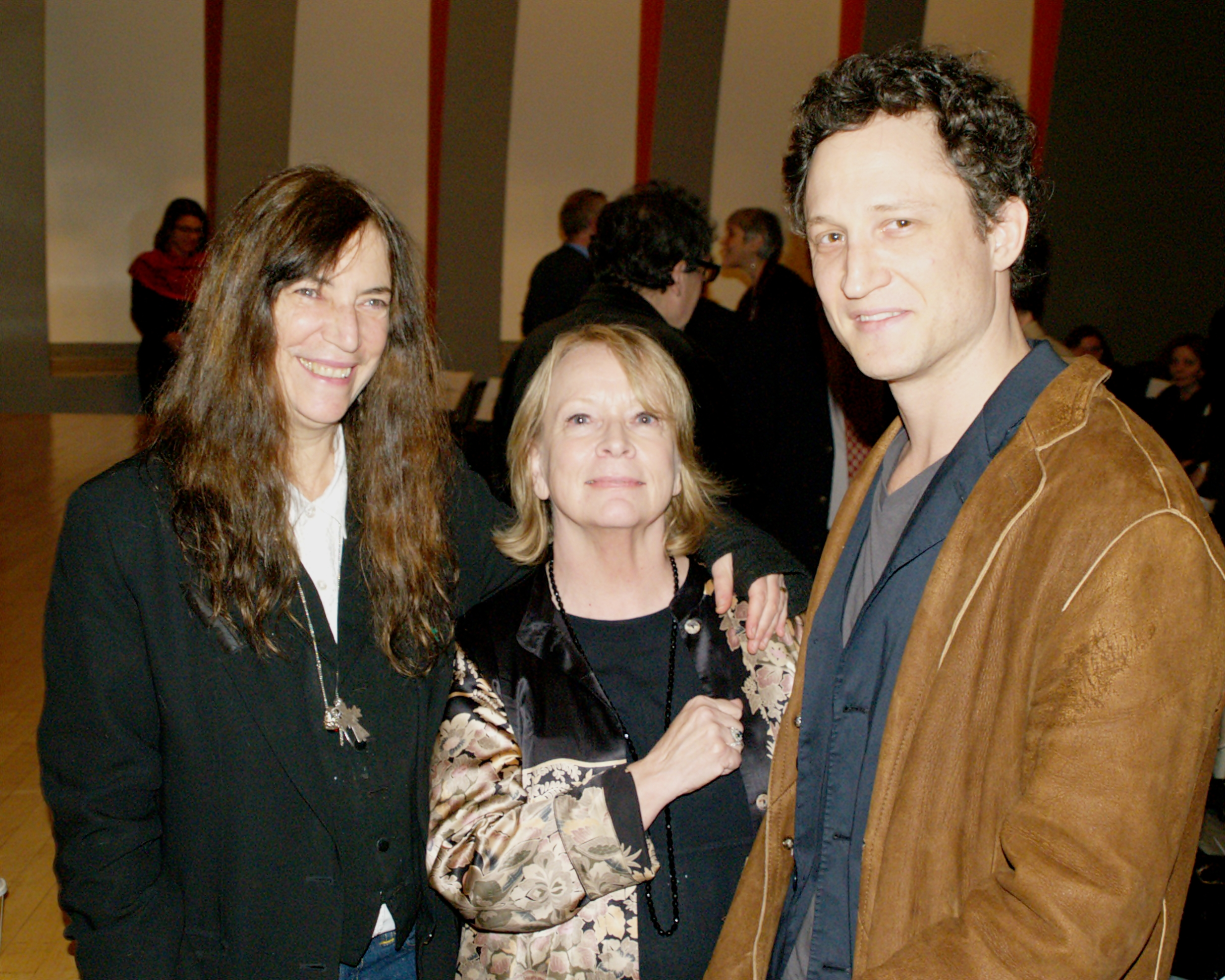
Patti Smith, Jane Ciabattari, John Reed (2011)

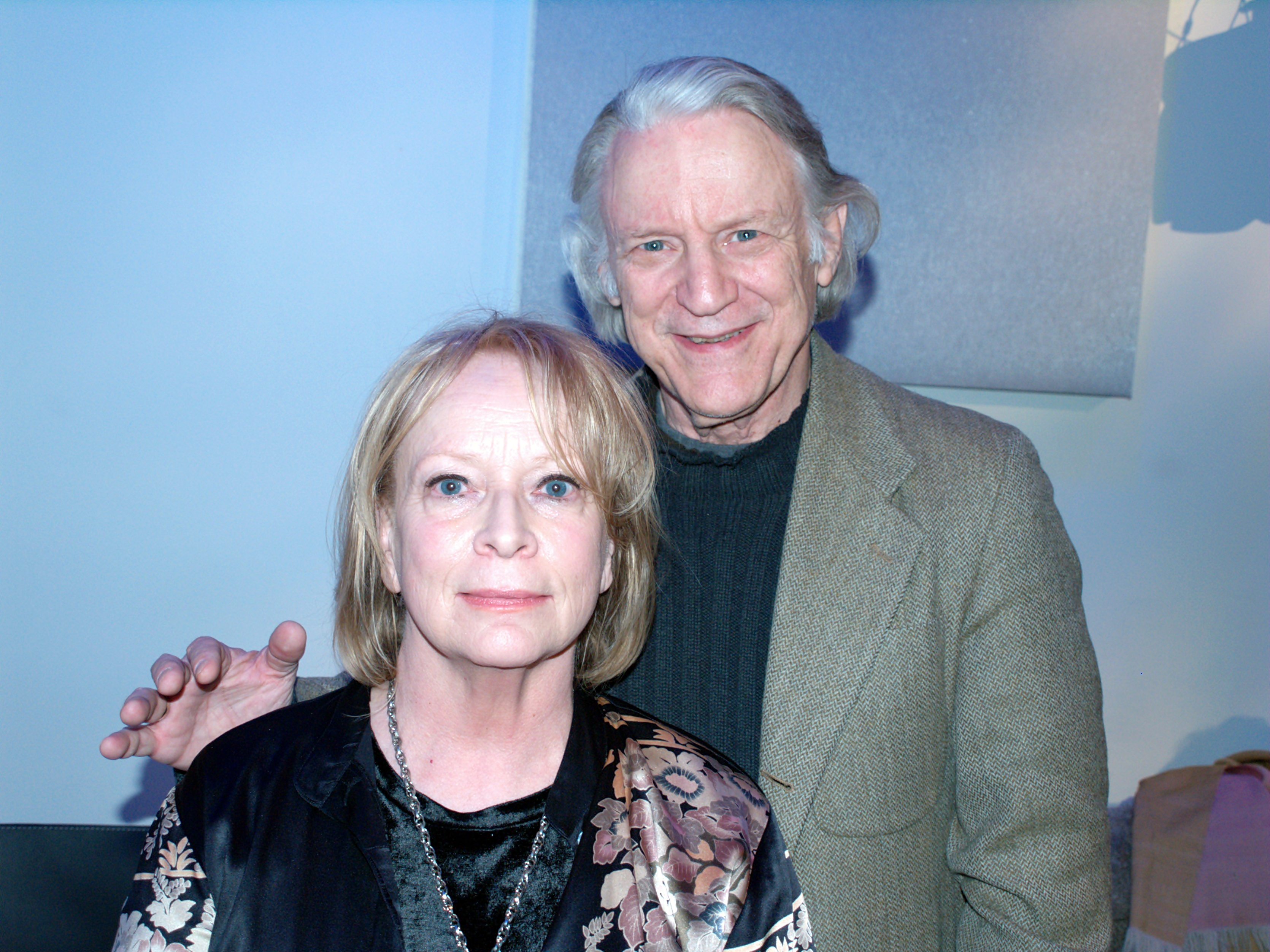
Jane und Mark Ciabattari (2011)

## Leben
Jane Dotson besuchte in Emporia die Highschool. Sie studierte Kreatives Schreiben an der Stanford University (B.A.) und an der San Francisco State University (M.A.). Dotson heiratete 1967 den späteren Kulturhistoriker und Schriftsteller Mark Ciabattari, sie haben ein Kind, sie lebten in New York und später in Sonoma County, CA.
Ciabattari arbeitet als freiberufliche Literaturkritikerin, ihre Beiträge erschienen bei BBC Culture und National Public Radio, im New York Times Book Review, in The Guardian, Bookforum, The Daily Beast, Salon.com, Paris Review, Los Angeles Times, Washington Post, Boston Globe, San Francisco Chronicle, Chicago Tribune, im Poets & Writers Magazine und bei Literary Hub. 
Von 2008 bis 2011 war sie Präsidentin des National Book Critics Circle und war danach als Vizepräsidenten für das Ressort Events verantwortlich. Sie war Mitglied verschiedener Jurys für Buchpreise und Autorenstipendien. 
Ciabattari schreibt Short Storys, 2002 publizierte unter dem Titel Stealing the Fire eine Auswahl. Werke von ihr waren Bestandteil verschiedener Kurzgeschichtenbände und Anthologien. Sie war Finalistin beim Iowa Short Fiction Award. 

## Werke (Auswahl)
- Winning Moves: How to Come Out Ahead in a Corporate Shakeup. New York : Penguin, 1989
- Stealing the Fire. Sagaponik : Canio's Editions, 2002